# بطولات الجولف الكبرى للسيدات

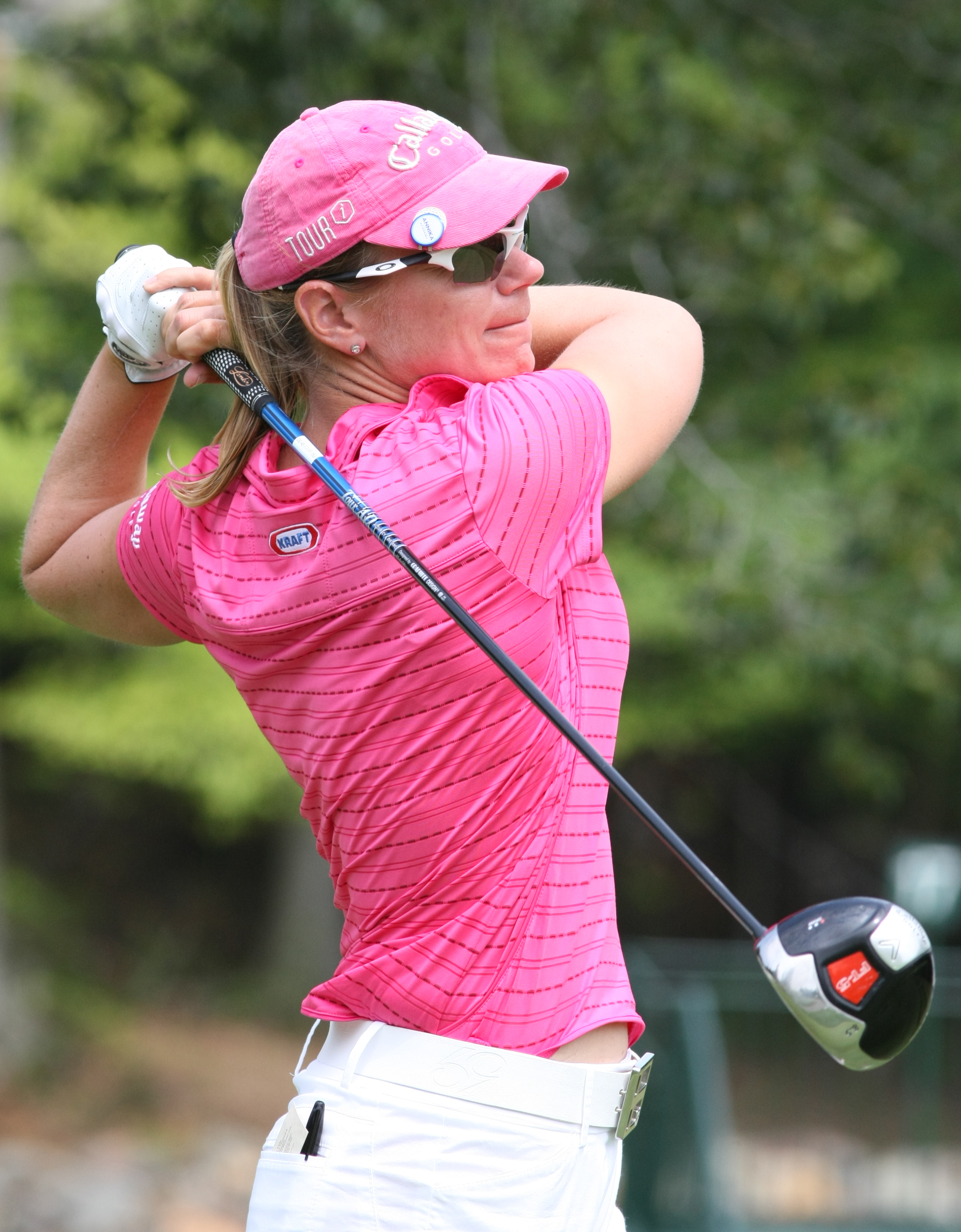
فازت أنيكا سوربنستام بعشر بطولات كبرى للجولف للسيدات، وهو أكبر عدد من الألقاب في العصر الثالث من بطولات السيدات الكبرى

بطولات الجولف الكبرى للسيداتWomen's major golf championships - تتمتع رياضة الجولف للسيدات بمجموعة من البطولات الكبرى، وهي عبارة عن سلسلة من البطولات المخصصة لتكون ذات مكانة أعلى من البطولات الأخرى. وتم تصنيف خمس بطولات حاليًا باعتبارها "بطولات رئيسية" في رياضة الجولف للسيدات من قبل رابطة لاعبات الجولف المحترفات (LPGA).
تغيرت قائمة البطولات الكبرى في رابطة لاعبات الجولف المحترفات من حيث التكوين منذ أن أقيمت أول بطولة كبرى في بطولة السيدات الغربية المفتوحة في عام 1930م. قد كانت هناك أربع فترات مختلفة، الأولى من 1930م إلى 1972م، والثانية من 1973م إلى 2000م، والثالثة من 2001م إلى 2013م، والرابعة (النسخة الحالية) التي بدأت في عام 2014م. النسخة الحالية من البطولات هي بطولة شيفرون، بطولة إيفيان، بطولة الولايات المتحدة المفتوحة للسيدات، بطولة PGA للسيدات، بطولة السيدات المفتوحة.

## البطولات الكبرى في رابطة لاعبات الجولف المحترفات
- في عام 2001م، فقدت بطولة دو مورييه كلاسيك، التي أقيمت في كندا، رعايتها الأساسية بعد أن أقرت تلك الدولة قيوداً صارمة على إعلانات التبغ. البطولة المعروفة الآن باسم بطولة السيدات الكندية المفتوحة، لا تزال حدثًا منتظمًا في جولة رابطة لاعبات الجولف المحترفات، لكنها لم تعد تُصنف على أنها بطولة رئيسية. قامت رابطة لاعبات الجولف المحترفات برفع بطولة بريطانيا المفتوحة للسيدات إلى مستوى رئيسي لتحل محل بطولة دو مورييه الكلاسيكية.

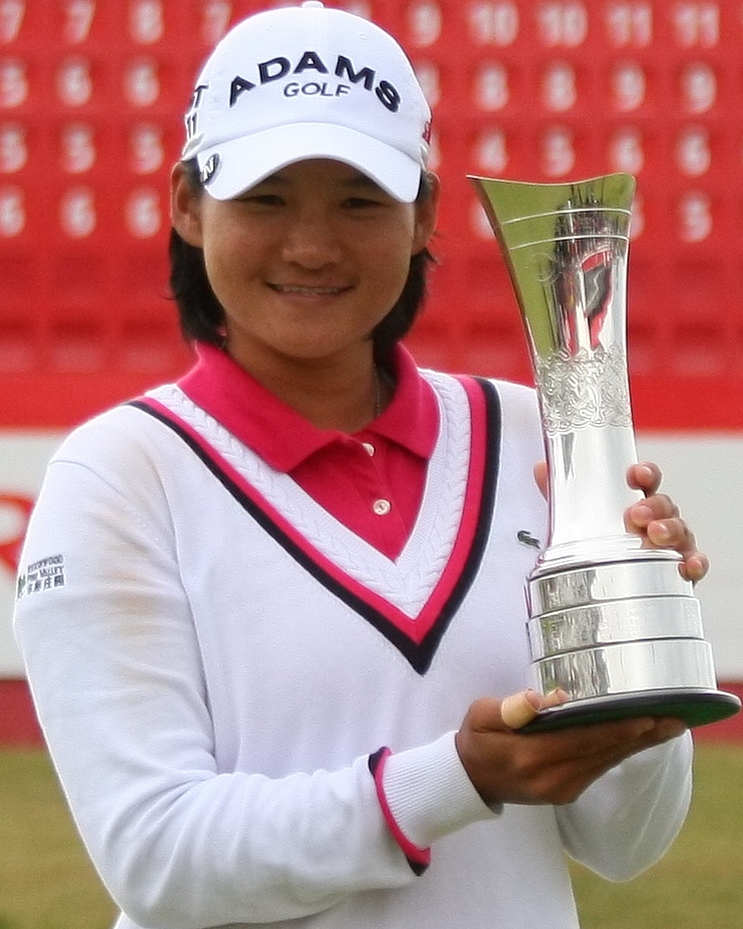
فازت ياني تسنج بخمسة ألقاب كبرى في أربع سنوات في العصر الثالث

- فازت ياني تسنج بخمسة ألقاب كبرى في أربع سنوات في العصر الثالثفي عام 2013م، أصبحت بطولة إيفيان، التي أقيمت في إيفيان ليه باين بفرنسا، البطولة الكبرى الخامسة في رابطة لاعبات الجولف المحترفات. كانت هذه البطولة معروفة قبل عام 2013م باسم بطولة إيفيان ماسترز، وهي واحدة من حدثين معترف بهما كبطولتين رئيسيتين من قبل رابطة لاعبات الجولف المحترفات في أوروبا، الجولة الأوروبية للسيدات (LET). تم الإعلان عن ترقية هذا الحدث إلى مستوى الحدث الرئيسي في رابطة لاعبات الجولف المحترفات وتغيير اسمه من قبل رابطة لاعبات الجولف المحترفات في 20 يوليو 2011م. [1]

واعتبارًا من عام 2023م، الترتيب الذي تُلعب به بطولات السيدات الكبرى هو:
- بطولة شيفرون
- بطولة PGA للسيدات
- بطولة الولايات المتحدة المفتوحة للسيدات
- بطولة ايفيان
- بطولة السيدات المفتوحة

وقبل أن تصبح بطولة إيفيان البطولة الخامسة الكبرى في رابطة لاعبات الجولف المحترفات، كان إعداد البطولات الكبرى للسيدات موازياً بشكل وثيق لتجهيز البطولات الكبرى للرجال. وفي كلتا الحالتين، استضافت الولايات المتحدة الأمريكية ثلاث بطولات كبرى، بينما استضافت المملكة المتحدة بطولة واحدة فقط.

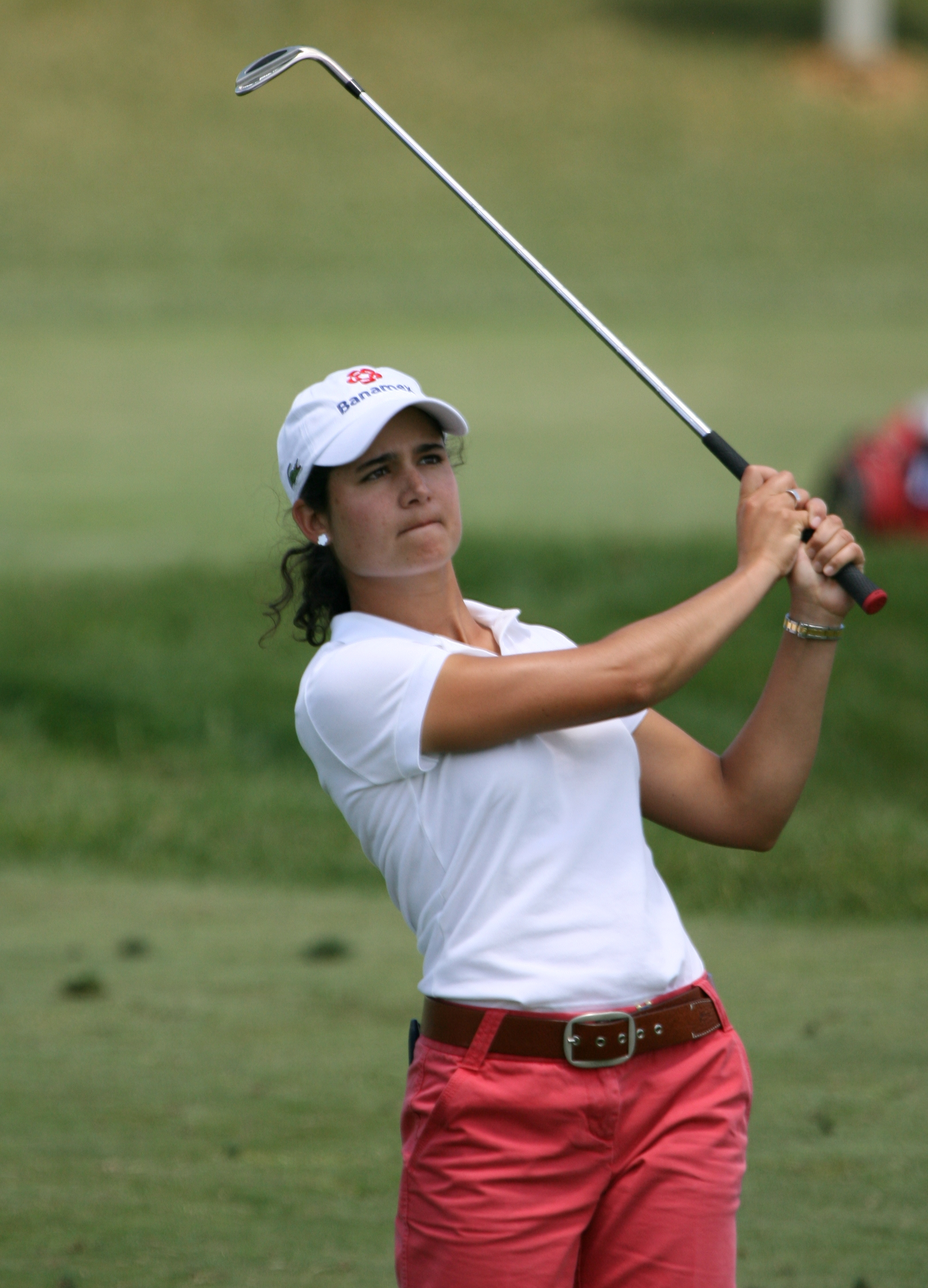
فازت لورينا أوتشوا ببطولتين كبيرتين للسيدات

بطولة ايفيان تقام في فرنسا. وبطولة الولايات المتحدة المفتوحة، وبطولة الجولف المفتوحة، وبطولة PGA، تعادل نظيراتها من بطولات الرجال. وتعد بطولة شيفرون هي أول بطولة كبرى للموسم، وحتى عام 2022م أقيمت في ملعب مضيف واحد ( نادي Mission Hills Country Club )، وعلى غرار بطولة الماسترز، أقيمت في عام 2023م في نادي كارلتون وودز Carlton Woods
وعلى عكس من بطولات الرجال الرئيسة، فإن جميع بطولات السيدات الكبرى، باستثناء بطولة واحدة، لديها رعاة للألقاب. كل واحدة من الأنشطة الخمسة الكبرى تقع تحت سلطة قضائية مختلفة. وتنظم رابطة لاعبات الجولف المحترفات بطولة شيفرون. وحتى عام 2014م، نظمت أيضًا بطولة LPGA، ولكن منذ عام 2015،آلت هذه البطولة إلى PGA of America، وهي الهيئة التي تنظم بطولة PGA للرجال ، وتمت إعادة تسميتها ببطولة PGA للسيدات.  ويتم تنظيم بطولة الولايات المتحدة المفتوحة للسيدات من قبل اتحاد الجولف الأمريكي. كما يتم تشغيل بطولة السيدات المفتوحة من قبل شركة R&A منذ اندماجها مع اتحاد الجولف للسيدات في عام 2016م. أما بطولة إيفيان فيتم تنظيمها من قبل الجولة الأوروبية للسيدات.
وبداية من عام 2006م إلى عام 2008م، حصلت الفائزات بالبطولات الأربع الكبرى للسيدات على دخول تلقائي إلى بطولة موسم رابطة لاعبات الجولف المحترفات، بطولة جولة رابطة لاعبات الجولف المحترفات . وبداية من عام 2009م، وسعت بطولة الجولة نطاق المشاركة لتشمل جميع اللاعبات في المراكز الـ 120 الأولى على قائمة LPGA المالية الرسمية. وبداية من عام 2011م، تم استبدال بطولة الجولة بحاملي لقب مجموعة CME؛ ومن تلك اللحظة وحتى عام 2013م، حصل المتسابقون الثلاثة الأوائل في جميع أحداث الجولة الرسمية، بما في ذلك البطولات الكبرى، والذين لم يتأهلوا بالفعل لحاملي اللقب على الدخول. وبداية من عام 2014م، اعتمدت رابطة لاعبات الجولف المحترفات سباق نقاط مشابه في بعض النواحي لكأس FedEx التابع لجولة PGA. وفي النظام الجديد، المسمى رسميًا "السباق إلى CME Globe"، يتأهل أفضل 72 من حاملي النقاط خلال الموسم، بالإضافة إلى جميع الفائزين بالبطولة، إلى الحدث النهائي الذي تمت إعادة تسميته، بطولة CME Group Tour Championship، بحيث يكون لدى أفضل تسعة من حاملي النقاط فرصة رياضية على الأقل للفوز بلقب الموسم.

## تاريخ
تم تصنيف ثمانية أحداث مختلفة على أنها كانت من أهم أحداث رابطة لاعبات الجولف المحترفات في وقت ما. والعدد في كل موسم يتراوح ما بين اثنين وخمسة. البطولة الأولى التي تم تضمينها الآن في القائمة الرسمية لانتصارات LPGA الكبرى هي بطولة Western Open للسيدات لعام 1930م، على الرغم من أن هذا تسمية رجعية حيث لم يتم تأسيس LPGA حتى عام 1950م. وبطولة حاملي اللقب أُقيمت من عام 1937م إلى عام 1966م مع وجود فجوة بسبب الحرب العالمية الثانية. وفي عام 1967م كانت هناك ثلاث تخصصات رئيسية، ومن عام 1968م إلى عام 1971م انخفض هذا العدد وعاد إلى تخصصين رئيسيين. ثم في عام 1979م، أقيمت بطولة دو مورييه الكلاسيكية لأول مرة، وتم اعتبارها على الفور بطولة كبرى، مما أدى إلى إقامة ثلاث بطولات كبرى مرة أخرى من عام 1979م إلى عام 1982م. وفي عام 1983، عندما حصلت Nabisco Dinah Shore على وضع البطولة الكبرى، كان هناك أربع بطولات كبرى.
- بطولة السيدات الغربية المفتوحة: 1930–1967م
- بطولة حاملي اللقب: 1937–1942م، 1946–1966م، 1972م
- بطولة الولايات المتحدة المفتوحة للسيدات: 1946م حتى الآن
- بطولة PGA للسيدات: 1955م حتى الآن (بطولة LPGA م 1955–2014
- كلاسيكيات دو مورييه: 1979–2000 م (كلاسيكية بيتر جاكسون، 1979–1983م)
- بطولة شيفرون: 1983م حتى الآن (بطولة نابيسكو ديناه شور، 1983-1999م؛ بطولة نابيسكو، 2000-2001م؛ بطولة كرافت نابيسكو، 2002-2014م؛ بطولة إيه إن إيه إنسبيريشن، 2015-2021م)
- بطولة السيدات المفتوحة: 2001م حتى الآن (بطولة السيدات البريطانية المفتوحة، 2001-2019م)
- بطولة إيفيان: 2013م حتى الآن

## الفائزات الرئيسيات في رابطة لاعبات الجولف المحترفات
| العام | بطولة شيفرون             | بطولة الولايات المتحدة المفتوحة للسيدات | بطولة بي جي أيه للسيدات                 | بطولة إيفييان            | بطولة السيدات المفتوحة          |
| ----- | ------------------------ | --------------------------------------- | --------------------------------------- | ------------------------ | ------------------------------- |
| 2024  | نيلي كوردا (2/2)         | Yuka Saso (2/2)                         | إيمي يانغ                               | Ayaka Furue              | ليديا كو (3/3)                  |
| العام | بطولة شيفرون             | بطولة بي جي أيه للسيدات                 | بطولة الولايات المتحدة المفتوحة للسيدات | بطولة إيفييان            | بطولة السيدات المفتوحة          |
| 2023  | Lilia Vu (1/2)           | Ruoning Yin                             | Allisen Corpuz                          | Céline Boutier           | Lilia Vu (2/2)                  |
| العام | بطولة شيفرون             | بطولة الولايات المتحدة المفتوحة للسيدات | بطولة بي جي أيه للسيدات                 | بطولة إيفييان            | بطولة السيدات المفتوحة          |
| 2022  | Jennifer Kupcho          | Minjee Lee (2/2)                        | Chun In-gee (3/3)                       | بروك هندرسون (2/2)       | Ashleigh Buhai                  |
| العام | ANA Inspiration          | بطولة الولايات المتحدة المفتوحة للسيدات | بطولة بي جي أيه للسيدات                 | بطولة إيفييان            | بطولة السيدات المفتوحة          |
| 2021  | Patty Tavatanakit        | Yuka Saso (1/2)                         | نيلي كوردا (1/2)                        | Minjee Lee (1/2)         | Anna Nordqvist (3/3)            |
| 2020  | Mirim Lee                | Kim A-lim                               | Kim Sei-young                           | تم الالغاء بسبب كوفيد 19 | Sophia Popov                    |
| العام | ANA Inspiration          | بطولة الولايات المتحدة المفتوحة للسيدات | بطولة بي جي أيه للسيدات                 | بطولة إيفييان            | بطولة بريطانيا المفتوحة للسيدات |
| 2019  | Ko Jin-young (1/2)       | Lee Jeong-eun                           | Hannah Green                            | Ko Jin-young (2/2)       | Hinako Shibuno                  |
| 2018 ‏ | Pernilla Lindberg        | Ariya Jutanugarn (2/2)                  | Park Sung-hyun (2/2)                    | أنجيلا ستانفورد          | Georgia Hall                    |
| 2017 ‏ | Ryu So-yeon (2/2)        | Park Sung-hyun (1/2)                    | دانيلا كانغ                             | Anna Nordqvist (2/3)     | In-Kyung Kim                    |
| 2016 ‏ | ليديا كو (2/3)           | بريتاني لانغ                            | بروك هندرسون (1/2)                      | Chun In-gee (2/3)        | Ariya Jutanugarn (1/2)          |
| 2015 ‏ | Brittany Lincicome (2/2) | Chun In-gee (1/3)                       | Inbee Park (6/7)                        | ليديا كو (1/3)           | Inbee Park (7/7)                |
| العام | بطولة كرافت نابيسكو      | بطولة الولايات المتحدة المفتوحة للسيدات | بطولة رابطة لاعبات الجولف المحترفات     | بطولة إيفييان            | بطولة بريطانيا المفتوحة للسيدات |
| 2014  | Lexi Thompson            | Michelle Wie                            | Inbee Park (5/7)                        | Kim Hyo-joo              | مو مارتن                        |
| 2013  | Inbee Park (2/7)         | Inbee Park (4/7)                        | Inbee Park (3/7)                        | Suzann Pettersen (2/2)   | ستايسي لويس (2/2)               |

| العام | بطولة كرافت نابيسكو      | بطولة رابطة لاعبات الجولف المحترفات | بطولة الولايات المتحدة المفتوحة للسيدات | بطولة بريطانيا المفتوحة للسيدات |
| ----- | ------------------------ | ----------------------------------- | --------------------------------------- | ------------------------------- |
| 2012 ‏ | Sun-Young Yoo            | Shanshan Feng                       | Na Yeon Choi                            | Jiyai Shin (2/2)                |
| 2011 ‏ | ستايسي لويس (1/2)        | Yani Tseng (4/5)                    | Ryu So-yeon (1/2)                       | Yani Tseng (5/5)                |
| 2010 ‏ | Yani Tseng (2/5)         | Cristie Kerr (2/2)                  | بولا كريمر                              | Yani Tseng (3/5)                |
| 2009 ‏ | Brittany Lincicome (1/2) | Anna Nordqvist (1/3)                | Ji Eun-hee                              | كاتريونا ماثيو                  |
| 2008 ‏ | لورينا أوتشوا (2/2)      | Yani Tseng (1/5)                    | Inbee Park (1/7)                        | Jiyai Shin (1/2)                |
| 2007 ‏ | Morgan Pressel           | Suzann Pettersen (1/2)              | Cristie Kerr (1/2)                      | لورينا أوتشوا (1/2)             |
| 2006 ‏ | كاري ويب (7/7)           | Se Ri Pak (5/5)                     | أنيكا سورينستام (10/10)                 | Sherri Steinhauer (2/2)         |
| 2005 ‏ | أنيكا سورينستام (8/10)   | أنيكا سورينستام (9/10)              | Birdie Kim                              | Jeong Jang                      |
| 2004 ‏ | Grace Park               | أنيكا سورينستام (7/10)              | Meg Mallon (4/4)                        | Karen Stupples                  |
| 2003 ‏ | Patricia Meunier-Lebouc  | أنيكا سورينستام (5/10)              | Hilary Lunke                            | أنيكا سورينستام (6/10)          |
| 2002 ‏ | أنيكا سورينستام (4/10)   | Se Ri Pak (4/5)                     | Juli Inkster (7/7)                      | كاري ويب (6/7)                  |
| العام | بطولة كرافت نابيسكو      | بطولة رابطة لاعبات الجولف المحترفات | بطولة الولايات المتحدة المفتوحة للسيدات | بطولة بريطانيا المفتوحة للسيدات |
| 2001 ‏ | أنيكا سورينستام (3/10)   | كاري ويب (4/7)                      | كاري ويب (5/7)                          | Se Ri Pak (3/5)                 |

| العام | بطولة نابيسكو        | بطولة رابطة لاعبات الجولف المحترفات | بطولة الولايات المتحدة المفتوحة للسيدات | دو مورييه كلاسيك              |
| ----- | -------------------- | ----------------------------------- | --------------------------------------- | ----------------------------- |
| 2000  | كاري ويب (2/7)       | Juli Inkster (6/7)                  | كاري ويب (3/7)                          | Meg Mallon (3/4)              |
| العام | نابيسكو ديناه شور    | بطولة رابطة لاعبات الجولف المحترفات | بطولة الولايات المتحدة المفتوحة للسيدات | دو مورييه كلاسيك              |
| 1999  | Dottie Pepper (2/2)  | Juli Inkster (4/7)                  | Juli Inkster (5/7)                      | كاري ويب (1/7)                |
| 1998  | بات هيرست            | Se Ri Pak (1/5)                     | Se Ri Pak (2/5)                         | Brandie Burton (2/2)          |
| 1997  | بيتسي كينغ (6/6)     | كريستا جونسون                       | أليسون نيكولاس                          | كولين ووكر                    |
| 1996  | Patty Sheehan (6/6)  | لورا ديفيز (لاعبة غولف) (3/4)       | أنيكا سورينستام (2/10)                  | لورا ديفيز (لاعبة غولف) (4/4) |
| 1995  | نانسي بوين           | كيلي روبنز                          | أنيكا سورينستام (1/10)                  | Jenny Lidback                 |
| 1994  | Donna Andrews        | لورا ديفيز (لاعبة غولف) (2/4)       | Patty Sheehan (5/6)                     | Martha Nause                  |
| 1993  | Helen Alfredsson     | Patty Sheehan (4/6)                 | Lauri Merten                            | Brandie Burton (1/2)          |
| 1992  | Dottie Mochrie (1/2) | بيتسي كينغ (5/6)                    | Patty Sheehan (3/6)                     | Sherri Steinhauer (1/2)       |
| 1991  | إيمي ألكوت (5/5)     | Meg Mallon (1/4)                    | Meg Mallon (2/4)                        | Nancy Scranton                |
| 1990  | بيتسي كينغ (3/6)     | بيث دانيال                          | بيتسي كينغ (4/6)                        | Cathy Johnston                |
| 1989  | Juli Inkster (3/7)   | نانسي لوبيز (3/3)                   | بيتسي كينغ (2/6)                        | Tammie Green                  |
| 1988  | إيمي ألكوت (4/5)     | شيري تورنر                          | Liselotte Neumann                       | سالي ليتل (2/2)               |
| 1987  | بيتسي كينغ (1/6)     | جين غيدز (2/2)                      | لورا ديفيز (لاعبة غولف) (1/4)           | Jody Rosenthal                |
| 1986  | Pat Bradley (4/6)    | Pat Bradley (5/6)                   | جين غيدز (1/2)                          | Pat Bradley (6/6)             |
| 1985  | Alice Miller         | نانسي لوبيز (2/3)                   | Kathy Baker                             | Pat Bradley (3/6)             |
| 1984  | Juli Inkster (1/7)   | Patty Sheehan (2/6)                 | هوليس ستايسي (4/4)                      | Juli Inkster (2/7)            |
| العام | نابيسكو ديناه شور    | بطولة رابطة لاعبات الجولف المحترفات | بطولة الولايات المتحدة المفتوحة للسيدات | بيتر جاكسون كلاسيك            |
| 1983  | إيمي ألكوت (3/5)     | Patty Sheehan (1/6)                 | جان ستيفنسون (3/3)                      | هوليس ستايسي (3/4)            |
| 1982  | لا تعد تخصصًا رئيسيًا  | جان ستيفنسون (2/3)                  | Janet Anderson                          | Sandra Haynie (4/4)           |
| 1981  | لا تعد تخصصًا رئيسيًا  | Donna Caponi (4/4)                  | Pat Bradley (2/6)                       | جان ستيفنسون (1/3)            |
| 1980  | لا تعد تخصصًا رئيسيًا  | سالي ليتل (1/2)                     | إيمي ألكوت (2/5)                        | Pat Bradley (1/6)             |
| 1979  | لا تعد تخصصًا رئيسيًا  | Donna Caponi (3/4)                  | Jerilyn Britz                           | إيمي ألكوت (1/5)              |
| 1978  | لا تعد تخصصًا رئيسيًا  | نانسي لوبيز (1/3)                   | هوليس ستايسي (2/4)                      | لا تعد تخصصَا رئيسيًا           |
| 1977  | لا تعد تخصصًا رئيسيًا  | Chako Higuchi                       | هوليس ستايسي (1/4)                      | لا تعد تخصصَا رئيسيًا           |
| 1976  | لا تعد تخصصًا رئيسيًا  | Betty Burfeindt                     | JoAnne Carner (2/2)                     | لا تعد تخصصَا رئيسيًا           |
| 1975  | لا تعد تخصصًا رئيسيًا  | Kathy Whitworth (6/6)               | Sandra Palmer (2/2)                     | لا تعد تخصصَا رئيسيًا           |
| 1974  | لا تعد تخصصًا رئيسيًا  | Sandra Haynie (2/4)                 | Sandra Haynie (3/4)                     | لا تعد تخصصَا رئيسيًا           |
| 1973  | لا تعد تخصصًا رئيسيًا  | Mary Mills (3/3)                    | Susie Berning (4/4)                     | لا تعد تخصصَا رئيسيًا           |

| العام | بطولة السيدات الغربية المفتوحة | بطولة رابطة لاعبات الجولف المحترفات | بطولة الولايات المتحدة المفتوحة للسيدات | بطولة حامل اللقب                 |
| ----- | ------------------------------ | ----------------------------------- | --------------------------------------- | -------------------------------- |
| 1972  | لم تعد قائمة                   | كاثي أهيرن                          | Susie Berning (3/4)                     | Sandra Palmer (1/2)              |
| 1971  | لم تعد قائمة                   | Kathy Whitworth (5/6)               | JoAnne Carner (1/2)                     | لم تُلعب                          |
| 1970  | لم تعد قائمة                   | Shirley Englehorn                   | Donna Caponi (2/4)                      | لم تُلعب                          |
| 1969  | لم تعد قائمة                   | Betsy Rawls (8/8)                   | Donna Caponi (1/4)                      | لم تُلعب                          |
| 1968  | لم تعد قائمة                   | Sandra Post                         | Susie Berning (2/4)                     | لم تُلعب                          |
| 1967  | Kathy Whitworth (3/6)          | Kathy Whitworth (4/6)               | Catherine Lacoste                       | لم تُلعب                          |
| 1966  | ميكي رايت (13/13)              | Gloria Ehret                        | Sandra Spuzich                          | Kathy Whitworth (2/6)            |
| 1965  | Susie Maxwell (1/4)            | Sandra Haynie (1/4)                 | كارول مان (2/2)                         | Kathy Whitworth (1/6)            |
| 1964  | كارول مان (1/2)                | Mary Mills (2/3)                    | ميكي رايت (12/13)                       | Marilynn Smith (2/2)             |
| 1963  | ميكي رايت (10/13)              | ميكي رايت (11/13)                   | Mary Mills (1/3)                        | Marilynn Smith (1/2)             |
| 1962  | ميكي رايت (8/13)               | جودي كيمبل                          | Murle Lindstrom                         | ميكي رايت (9/13)                 |
| 1961  | ماري لينا فولك                 | ميكي رايت (5/13)                    | ميكي رايت (6/13)                        | ميكي رايت (7/13)                 |
| 1960  | Joyce Ziske                    | ميكي رايت (4/13)                    | Betsy Rawls (7/8)                       | Fay Crocker (2/2)                |
| 1959  | Betsy Rawls (5/8)              | Betsy Rawls (6/8)                   | ميكي رايت (3/13)                        | Louise Suggs (11/11)             |
| 1958  | باتي بيرغ (15/15)              | ميكي رايت (1/13)                    | ميكي رايت (2/13)                        | بيفرلي هانسون (3/3)              |
| 1957  | باتي بيرغ (13/15)              | Louise Suggs (10/11)                | Betsy Rawls (4/8)                       | باتي بيرغ (14/15)                |
| 1956  | بيفرلي هانسون (2/3)            | Marlene Hagge                       | كاثي كورنيليوس                          | Louise Suggs (9/11)              |
| 1955  | باتي بيرغ (11/15)              | بيفرلي هانسون (1/3)                 | Fay Crocker (1/2)                       | باتي بيرغ (12/15)                |
| 1954  | بيتي جيمسون (3/3)              | عير موجودة بعد                      | Babe Zaharias (10/10)                   | Louise Suggs (8/11)              |
| 1953  | Louise Suggs (7/11)            | عير موجودة بعد                      | Betsy Rawls (3/8)                       | باتي بيرغ (10/15)                |
| 1952  | Betsy Rawls (2/8)              | عير موجودة بعد                      | Louise Suggs (6/11)                     | Babe Zaharias (9/10)             |
| 1951  | باتي بيرغ (9/15)               | عير موجودة بعد                      | Betsy Rawls (1/8)                       | بات أوسوليفان                    |
| 1950  | Babe Zaharias (6/10)           | عير موجودة بعد                      | Babe Zaharias (7/10)                    | Babe Zaharias (8/10)             |
| 1949  | Louise Suggs (4/11)            | عير موجودة بعد                      | Louise Suggs (5/11)                     | Peggy Kirk                       |
| 1948  | باتي بيرغ (7/15)               | عير موجودة بعد                      | Babe Zaharias (5/10)                    | باتي بيرغ (8/15)                 |
| 1947  | Louise Suggs (3/11)            | عير موجودة بعد                      | بيتي جيمسون (2/3)                       | Babe Zaharias (4/10)             |
| 1946  | Louise Suggs (1/11)            | عير موجودة بعد                      | باتي بيرغ (6/15)                        | Louise Suggs (2/11)              |
| 1945  | Babe Zaharias (3/10)           | عير موجودة بعد                      | غير موجودة بعد                          | لم تُلعب (الحرب العالمية الثانية) |
| 1944  | Babe Zaharias (2/10)           | عير موجودة بعد                      | غير موجودة بعد                          | لم تُلعب (الحرب العالمية الثانية) |
| 1943  | باتي بيرغ (5/15)               | عير موجودة بعد                      | غير موجودة بعد                          | لم تُلعب (الحرب العالمية الثانية) |
| 1942  | بيتي جيمسون (1/3)              | عير موجودة بعد                      | غير موجودة بعد                          | دوروثي كيربي (2/2)               |
| 1941  | باتي بيرغ (4/15)               | عير موجودة بعد                      | غير موجودة بعد                          | دوروثي كيربي (1/2)               |
| 1940  | Babe Zaharias (1/10)           | عير موجودة بعد                      | غير موجودة بعد                          | هيلين هيكس (2/2)                 |
| 1939  | Helen Dettweiler               | عير موجودة بعد                      | غير موجودة بعد                          | باتي بيرغ (3/15)                 |
| 1938  | Bea Barrett                    | عير موجودة بعد                      | غير موجودة بعد                          | باتي بيرغ (2/15)                 |
| 1937  | هيلين هيكس (1/2)               | عير موجودة بعد                      | غير موجودة بعد                          | باتي بيرغ (1/15)                 |
| 1936  | Opal Hill (2/2)                | عير موجودة بعد                      | غير موجودة بعد                          | غير موجودة بعد                   |
| 1935  | Opal Hill (1/2)                | عير موجودة بعد                      | غير موجودة بعد                          | غير موجودة بعد                   |
| 1934  | ماريان ماكدوغال                | عير موجودة بعد                      | غير موجودة بعد                          | غير موجودة بعد                   |
| 1933  | June Beebe (2/2)               | عير موجودة بعد                      | غير موجودة بعد                          | غير موجودة بعد                   |
| 1932  | Jane Weiller                   | عير موجودة بعد                      | غير موجودة بعد                          | غير موجودة بعد                   |
| 1931  | June Beebe (1/2)               | عير موجودة بعد                      | غير موجودة بعد                          | غير موجودة بعد                   |
| 1930  | Lucia Mida                     | عير موجودة بعد                      | غير موجودة بعد                          | غير موجودة بعد                   |

## "بطولة الجراند سلام"
لم تنجح أي امرأة في إكمال أربع بطولات جراند سلام رئيسة، ناهيك عن خمس بطولات كبرى. فازت بيبي زاهارياس بجميع البطولات الكبرى الثلاث التي أقيمت في عام 1950م، بينما فازت ساندرا هايني بكلا البطولتين الكبيرتين في عام 1974م.
وخلال فترة البطولات الأربع الكبرى، نجحت ست نساء في تحقيق "الجراند سلام" في مسيرتهن المهنية من خلال الفوز بأربع بطولات كبرى مختلفة. وهناك اختلافات في مجموعة البطولات الأربع المشاركة حيث لعب اللاعبون في أزمنة مختلفة. واللاعبات الست هن: بات برادلي؛ وجولي إنكستر؛ وأنيكا سورينستام؛ ولويز سوغز؛ وكاري ويب وميكي رايت. خلال عصر البطولات الخمس الكبرى، أصبحت اللاعبة إنبي بارك أول امرأة تكمل "بطولة جراند سلام المهنية". وعلى الرغم من وجود بعض الجدل حول ما إذا كانت بارك قد حققت هذا الإنجاز بالفعل، حيث فازت ببطولة إيفيان في عام 2012م قبل أن تصبح رسميًا بطولة كبرى في عام 2013م، إلا أن رابطة لاعبات الجولف المحترفات قد أقرت بأن بارك حققت بنجاح "بطولة جراند سلام المهنية".  كما تعترف رابطة لاعبات الجولف المحترفات بويب باعتبارها الفائزة الوحيدة "ببطولة جراند سلام المهنية الفائقة"، لأنها لاعبة الجولف الوحيدة التي فازت بخمسة أحداث تعترف بها رابطة لاعبات الجولف المحترفات كبطولات كبرى. قبل ترقية بطولة إيفيان إلى مستوى رئيسي، كان من المطلوب من لاعب الجولف أن يحقق ما يلي للفوز ببطولة Super Career Grand Slam:
- بطولة دو مورييه الكلاسيكية بين عامي 1979م و2000م، عندما تم الاعتراف بها من قبل رابطة لاعبات الجولف المحترفات باعتبارها بطولة رئيسية
- بطولة بريطانيا المفتوحة للسيدات في عام 2001م أو بعد ذلك
- التخصصات الثلاثة الأخرى الموجودة آنذاك.

فازت ويب ببطولة دو مورييه الكلاسيكية في عام 1999م، وبطولة بريطانيا المفتوحة للسيدات في عام 2002م.

## الأبطال الكبار حسب الجنسية
يوضح الجدول أدناه عدد البطولات الكبرى التي فازت بها لاعبات الجولف من مختلف البلدان/المناطق.
| الدولة           | 1930s | 40s | 50s | 60s | 70s | 80s | 90s | 2000s | 10s | 20s | اجمالي |
| ---------------- | ----- | --- | --- | --- | --- | --- | --- | ----- | --- | --- | ------ |
| الولايات المتحدة | 13    | 21  | 34  | 32  | 21  | 31  | 29  | 9     | 11  | 6   | 207    |
| كوريا الجنوبية   | –     | –   | –   | –   | –   | –   | 2   | 9     | 20  | 5   | 36     |
| السويد           | –     | –   | –   | –   | –   | 1   | 3   | 9     | 2   | 1   | 16     |
| أستراليا         | –     | –   | –   | –   | –   | 3   | 1   | 6     | 1   | 2   | 13     |
| إنجلترا          | –     | –   | –   | –   | –   | 1   | 4   | 1     | 1   | –   | 7      |
| تايوان           | –     | –   | –   | –   | –   | –   | –   | 1     | 4   | –   | 5      |
| اليابان          | –     | –   | –   | –   | 1   | –   | –   | –     | 1   | 2   | 4      |
| كندا             | –     | –   | –   | 1   | –   | –   | –   | –     | 1   | 1   | 3      |
| فرنسا            | –     | –   | –   | 1   | –   | –   | –   | 1     | –   | 1   | 3      |
| نيوزيلندا        | –     | –   | –   | –   | –   | –   | –   | –     | 2   | 1   | 3      |
| تايلاند          | –     | –   | –   | –   | –   | –   | –   | –     | 2   | 1   | 3      |
| المكسيك          | –     | –   | –   | –   | –   | –   | –   | 2     | –   | –   | 2      |
| النرويج          | –     | –   | –   | –   | –   | –   | –   | 1     | 1   | –   | 2      |
| جنوب إفريقيا     | –     | –   | –   | –   | –   | 1   | –   | –     | –   | 1   | 2      |
| الأوروغواي       | –     | –   | 1   | 1   | –   | –   | –   | –     | –   | –   | 2      |
| الصين            | –     | –   | –   | –   | –   | –   | –   | –     | 1   | 1   | 2      |
| ألمانيا          | –     | –   | –   | –   | –   | –   | –   | –     | –   | 1   | 1      |
| بيرو             | –     | –   | –   | –   | –   | –   | 1   | –     | –   | –   | 1      |
| الفلبين          | –     | –   | –   | –   | –   | –   | –   | –     | –   | 1   | 1      |
| إسكتلندا         | –     | –   | –   | –   | –   | –   | –   | 1     | –   | –   | 1      |
| اجمالي           | 13    | 21  | 35  | 35  | 22  | 37  | 40  | 40    | 47  | 24  | 314    |

## انتصارات متتالية في بطولة كبرى
| الجنسية          | اللاعب          | البطولة                                 | # | الأعوام          |
| ---------------- | --------------- | --------------------------------------- | - | ---------------- |
| الولايات المتحدة | باتي بيرغ       | بطولة حامل اللقب                        | 3 | 1937, 1938, 1939 |
| السويد           | أنيكا سورينستام | بطولة رابطة لاعبات الجولف المحترفات     | 3 | 2003, 2004, 2005 |
| كوريا الجنوبية   | Inbee Park      | بطولة بي جي أيه للسيدات                 | 3 | 2013, 2014, 2015 |
| الولايات المتحدة | Opal Hill       | بطولة السيدات الغربية المفتوحة          | 2 | 1935, 1936       |
| الولايات المتحدة | دوروثي كيربي    | بطولة حامل اللقب                        | 2 | 1941, 1942       |
| الولايات المتحدة | Babe Zaharias   | بطولة السيدات الغربية المفتوحة          | 2 | 1944, 1945       |
| الولايات المتحدة | Louise Suggs    | بطولة السيدات الغربية المفتوحة          | 2 | 1946, 1947       |
| الولايات المتحدة | باتي بيرغ       | بطولة السيدات الغربية المفتوحة          | 2 | 1957, 1958       |
| الولايات المتحدة | ميكي رايت       | بطولة الولايات المتحدة المفتوحة للسيدات | 2 | 1958, 1959       |
| الولايات المتحدة | ميكي رايت       | بطولة رابطة لاعبات الجولف المحترفات     | 2 | 1960, 1961       |
| الولايات المتحدة | ميكي رايت       | بطولة حامل اللقب                        | 2 | 1961, 1962       |
| الولايات المتحدة | ميكي رايت       | بطولة السيدات الغربية المفتوحة          | 2 | 1962, 1963       |
| الولايات المتحدة | Marilynn Smith  | بطولة حامل اللقب                        | 2 | 1963, 1964       |
| الولايات المتحدة | Kathy Whitworth | بطولة حامل اللقب                        | 2 | 1965, 1966       |
| الولايات المتحدة | Donna Caponi    | بطولة الولايات المتحدة المفتوحة للسيدات | 2 | 1969, 1970       |
| الولايات المتحدة | Susie Berning   | بطولة الولايات المتحدة المفتوحة للسيدات | 2 | 1972, 1973       |
| الولايات المتحدة | هوليس ستايسي    | بطولة الولايات المتحدة المفتوحة للسيدات | 2 | 1977, 1978       |
| الولايات المتحدة | Patty Sheehan   | بطولة رابطة لاعبات الجولف المحترفات     | 2 | 1983, 1984       |
| الولايات المتحدة | Pat Bradley     | دو مورييه كلاسيك                        | 2 | 1985, 1986       |
| الولايات المتحدة | بيتسي كينغ      | بطولة الولايات المتحدة المفتوحة للسيدات | 2 | 1989, 1990       |
| السويد           | أنيكا سورينستام | بطولة الولايات المتحدة المفتوحة للسيدات | 2 | 1995, 1996       |
| الولايات المتحدة | Juli Inkster    | بطولة رابطة لاعبات الجولف المحترفات     | 2 | 1999, 2000       |
| أستراليا         | Karrie Webb     | بطولة الولايات المتحدة المفتوحة للسيدات | 2 | 2000, 2001       |
| السويد           | أنيكا سورينستام | بطولة كرافت نابيسكو                     | 2 | 2001, 2002       |
| تايوان           | Yani Tseng      | بطولة بريطانيا المفتوحة للسيدات         | 2 | 2010, 2011       |

## انتصارات كبرى متعددة في سنة تقويمية واحدة

### ثلاثة انتصارات
- 1950: بيب زاهارياس؛ بطولة السيدات الغربية المفتوحة، بطولة الولايات المتحدة المفتوحة للسيدات، وبطولة حاملات الألقاب.
- 1961: ميكي رايت؛ بطولة رابطة لاعبات الجولف المحترفات (LPGA)، بطولة الولايات المتحدة المفتوحة للسيدات، وبطولة حاملات الألقاب.
- 1986: بات برادلي؛ بطولة كرافت نابيسكو، بطولة رابطة لاعبات الجولف المحترفات، بطولة دو مورييه الكلاسيكية.
- 2013: إنبي بارك؛ بطولة كرافت نابيسكو، بطولة رابطة لاعبات الجولف المحترفات، بطولة الولايات المتحدة المفتوحة للسيدات.

ملاحظة: تم تضمين هؤلاء اللاعبين أيضًا أدناه في قسم الانتصارين .

### انتصاران

#### ANA Inspiration و LPGA بطولة
- 1986: بات برادلي
- 2005: أنيكا سورينستام
- 2013: إينبي بارك

#### ANA Inspiration وبطولة إيفيان
- 2019: كو جين يونغ

#### ANA Inspiration وبطولة الولايات المتحدة المفتوحة للسيدات
- 1990: بيتسي كينج
- 2000: كاري ويب
- 2013: إينبي بارك

#### ANA Inspiration وبطولة بريطانيا المفتوحة للسيدات
- 2010: ياني تسينج
- 2023: ليليا فو

#### بطولة LPGA وبطولة الولايات المتحدة المفتوحة للسيدات
- 1958: ميكي رايت
- 1961: ميكي رايت (2)
- 1974: ساندرا هايني
- 1991: ميج مالون
- 1998: سي ري باك
- 1999: جولي إنكستر
- 2001: كاري ويب
- 2013: إنبي بارك

#### بطولة LPGA وبطولة بريطانيا المفتوحة للسيدات
- 2003: أنيكا سورينستام
- 2011: ياني تسينج
- 2015: إينبي بارك

#### بطولة الولايات المتحدة المفتوحة للسيدات وبطولة بريطانيا المفتوحة للسيدات
لم يحدث أبدا

#### ANA Inspiration و بطولة دو موريية الكلاسيكية
- 1984: جولي انكستر
- 1986: بات برادلي

#### بطولة الولايات المتحدة المفتوحة للسيدات وبطولة دو مورييه الكلاسيكية
- 1986: بات برادلي
- 1996: لورا ديفيز

#### بطولة السيدات الغربية المفتوحة وبطولة السيدات الأمريكية المفتوحة
لم يحدث ابدا

#### بطولة السيدات الغربية المفتوحة وبطولة رابطة لاعبات الجولف المحترفات
- 1959: بيتي راولز
- 1963: ميكي رايت
- 1967: كاثي وايتورث

#### بطولة السيدات الغربية المفتوحة وبطولة حاملات اللقب
- 1949: لويز سوغز
- 1950: بيبي زاهارياس

#### بطولة الولايات المتحدة المفتوحة للسيدات وبطولة حاملات اللقب
- 1946: لويز سوغز
- 1948: باتي بيرج
- 1950: بيبي زاهارياس
- 1955: باتي بيرج
- 1957: باتي بيرج
- 1962: ميكي رايت

#### بطولة رابطة لاعبات الجولف المحترفات وبطولة حاملات اللقب
1961: ميكي رايت

#### بطولة الولايات المتحدة المفتوحة للسيدات وبطولة حاملات اللقب
- 1950: بيبي زاهارياس
- 1961: ميكي رايت

## نتائج قياسية
أقل نتيجة فيما يتعلق بالمستوى المسجل في بطولة كبرى للسيدات كانت 21 تحت المستوى، بواسطة تشون إن جي، وذلك في بطولة إيفيان 2016م.  وتحمل تشون أيضًا الرقم القياسي لأدنى نتيجة إجمالية في 72 حفرة، عند 263، لأدائها في تلك البطولة. الرقم القياسي للتسجيل في جولة واحدة هو 61 الذي يحمله ثلاثة لاعبين جولف، هم على التوالي: كيم هيو جو في بطولة إيفيان 2014م ، ولي جونغ أون في بطولة إيفيان 2021م، وليونا ماجواير في بطولة إيفيان 2021م. كماسجلت مينيا بلومكفيست 62 نقطة في بطولة بريطانيا المفتوحة للسيدات عام 2004م (الجولة الثالثة)، ولورينا أوتشوا في بطولة كرافت نابيسكو عام 2006م (الجولة الأولى)، وميريم لي في بطولة بريطانيا المفتوحة للسيدات عام 2016م (الجولة الأولى).

## جائزة رولكس أنيكا الكبرى
في عام 2014م، أنشأت رابطة لاعبات الجولف المحترفات جائزة رولكس أنيكا الكبرى السنوية لتكريم أفضل أداء إجمالي في بطولات رابطة لاعبات الجولف المحترفات. يتم منح النقاط لأفضل 10 مراكز في كل بطولة رئيسية: بواقع 60 نقطة للمركز الأول، و24 نقطة للمركز الثاني، وهكذا..وصولاً إلى نقطتين للمركز العاشر. والفائز الرئيس الذي يحصل على أكبر عدد من النقاط في نهاية الموسم يفوز بالجائزة. والجائزة مسماه على اسم أنيكا سورينستام.
| العام | الفائز            | الدولة           | النقاط | مرجع   |
| ----- | ----------------- | ---------------- | ------ | ------ |
| 2014  | Michelle Wie      | الولايات المتحدة | 84     | [ 6 ]  |
| 2015  | Inbee Park        | كوريا الجنوبية   | 144    |        |
| 2016  | ليديا كو          | نيوزيلندا        | 102    |        |
| 2017  | Ryu So-yeon       | كوريا الجنوبية   | 78     | [ 7 ]  |
| 2018  | Ariya Jutanugarn  | تايلاند          | 88     |        |
| 2019  | Ko Jin-young      | كوريا الجنوبية   | 138    |        |
| 2021  | Patty Tavatanakit | تايلاند          | 80     | [ 8 ]  |
| 2022  | Minjee Lee        | أستراليا         | 98     | [ 9 ]  |
| 2023  | Lilia Vu          | الولايات المتحدة | 120    | [ 10 ] |
| 2024  | نيلي كوردا        | الولايات المتحدة | 84     | [ 11 ] |

## جولات منتظمة أخرى
في رياضة الجولف للرجال (غير الكبار)، يتم الاتفاق على البطولات الأربع الكبرى عالميًا. وتعترف جميع الجولات الرئيسية بقيمة البطولات الكبرى من خلال رعايتها للتصنيف العالمي الرسمي للجولف، كما أن جوائز المال رسمية في الجولات الثلاث الأغنى المنتظمة (جولة PGA، والجولات الأوروبية، والجولات اليابانية). غير أن هذا الحال يختلف في رياضة الجولف للسيدات، ولكن أهمية هذا الأمر محدودة، حيث أن بطولة LPGA Tour أكثر هيمنة في رياضة الجولف للسيدات من بطولة PGA Tour في رياضة الجولف للرجال. فعلى سبيل المثال، من المعروف أن هيئة الإذاعة البريطانية (BBC) تستخدم تعريف رابطة لاعبات الجولف المحترفات للبطولات الكبرى للسيدات دون التطرق إليه. أيضًا، قبل ترقية بطولة إيفيان ماسترز إلى مرتبة رئيسية، ذكر اتحاد الجولف للسيدات ‏، الهيئة الحاكمة للجولف للسيدات في المملكة المتحدة وجمهورية أيرلندا ومنظم بطولة بريطانيا المفتوحة للسيدات، على موقعه الرسمي أن بطولة بريطانيا المفتوحة للسيدات هي "البطولة الكبرى الوحيدة للسيدات التي تقام خارج الولايات المتحدة"
لا تعترف جولة السيدات الأوروبية بأي من بطولات رابطة لاعبات الجولف المحترفات الكبرى التي تقام في الولايات المتحدة، ولديها حدثان فقط تسميهما بطولات كبرى في جدولها، وهما بطولة بريطانيا المفتوحة للسيدات، وبطولة إيفيان (تاريخيًا بطولة إيفيان ماسترز)، والتي تقام في فرنسا. وكانت جولة السيدات الأوروبية قد اعترفت منذ فترة طويلة ضمناً بهيمنة جولة LPGA من خلال عدم جدولة أي من أحداثها لتتعارض مع أي من بطولات LPGA الكبرى التي تقام في الولايات المتحدة، ولكن هذا تغير قليلاً في عام 2008م عندما حددت LET بطولة مقابل بطولة LPGA. وبالإضافة إلى ذلك، ففي حين أن جولة رابطة لاعبات الجولف المحترفات لم تعترف ببطولة إيفيان ماسترز آنذاك باعتبارها بطولة كبرى حتى عام 2013م، إلا أنها قد بدأت في الموافقة على البطولة كحدث منتظم في الجولة في عام 2000م. نظرًا لأنها أقيمت في الأسبوع السابق لبطولة بريطانيا المفتوحة للسيدات (باستثناء عام 2012م، عندما تم نقل الحدث الأخير إلى سبتمبر لتجنب التعارض مع أولمبياد لندن)، وكانت الجائزة (ولا تزال) واحدة من أكبر الجوائز في جولة رابطة لاعبات الجولف المحترفات، فقد لعبت جميع لاعبات الجولف المحترفات تقريبًا في بطولة إيفيان ماسترز قبل ارتفاعها إلى مكانة رئيسية. تم الآن نقل بطولة إيفيان إلى شهر سبتمب. (خلال الفترة 2006-2008م، حصل الفائز بها أيضًا على مكان تلقائي في بطولة جولة رابطة لاعبات الجولف المحترفات.)
جولة LPGA في اليابان، وهي تعد ثاني أغنى جولة جولف نسائية ، لديها مجموعتها الخاصة من أربع بطولات رئيسية: بطولة العالم للسيدات، وبطولة اليابان المفتوحة، وبطولة JLPGA، وبطولة جولة JLPGA. ومع ذلك، فإن هذه الأحداث لا تحظى باهتمام كبير خارج اليابان، وبدرجة أقل في كوريا الجنوبية (حيث أن عددًا من الكوريين يلعبون الآن في جولة اليابان).
جولة سيميترا
منذ عام 2006م، قامت جولة Symetra، وهي الجولة التنموية لـ LPGA والمعروفة حتى عام 2011م باسم جولة Futures، بتعيين بطولة Tate & Lyle Players Championship، وهو حدث أقيم منذ عام 1985م، كبطولة رئيسية. وكانت الجائزة الأولي قيمتها 100 ألف دولار في الجولة.
جولف كبار السيدات
لعبت أساطير جولة رابطة لاعبات الجولف المحترفات (LPGA)، والتي كانت تُعرف في الأصل باسم جولة الجولف للسيدات الكبار، موسمها الأول في عام 2001م. تعتبر بطولة الولايات المتحدة المفتوحة للسيدات الكبار وبطولة رابطة لاعبات الجولف المحترفات للكبار بمثابة بطولات الجولف الكبرى المخصصة للسيدات الكبار ي السن .
تأسست بطولة الولايات المتحدة المفتوحة للسيدات في عام 2018م، وهي مخصصة للسيدات اللاتي يبلغن الخمسين من العمر، في أو قبل اليوم الأول من المنافسة. وقد تم تأسيس بطولة رابطة لاعبات الجولف المحترفات (LPGA) في عام 2017م، وبطولة أساطير جولة رابطة لاعبات الجولف المحترفات (LPGA)، وهي مخصصة للاعبات الجولف من الإناث اللاتي تبلغ أعمارهن 45 عامًا أو أكثر.  